# Olga Boldyreff
Pour les articles homonymes, voir Boldyreff.
 (novembre 2024).
Il peut être nécessaire de l'améliorer pour respecter le principe de neutralité de point de vue. Veuillez consulter la page de discussion pour plus de détails.

Olga Boldyreff est née le 16 septembre 1957 à Nantes (Loire Atlantique) dans une famille d’émigrés russes. Son œuvre plurielle, se déploie au croisement des genres : écriture, dessin, peinture, sculpture, lecture publique, édition de livres, conférences d'histoire de l'art.

## Biographie
Olga Boldyreff est née en France, dans une famille d’émigrés russes. Mais l’enfance d’Olga Boldyreff est marquée par les souvenirs de ses aînés, exilés. Son grand-père paternel, Ivan Boldyreff, cosaque du Don dut fuir la révolution russe pour ne pas être fusillé. Quand éclate la Seconde Guerre mondiale, ses parents sont déportés en 1941 en Allemagne et en Autriche. Elle retrouve une partie de sa famille lors d’un premier voyage en URSS en 1976.
Après des études au Conservatoire d'art dramatique à Angers, elle étudie à l'Ecole des beaux-Arts de Nantes où elle obtient, en 1982, le DNSEP (Diplôme national supérieur d'expression plastique) option Art.
Elle vit et travaille à Nantes. Expose en France et à l’étranger depuis 1983.

## Technique
Le dessin reste omniprésent dans l’œuvre d’Olga Boldyreff. Il a gagné de nouveaux médiums, de nouveaux supports et de nouveaux protocoles. Il s'est augmenté, poussé dans ses limites les plus extrêmes. Formes abstraites ou figures, le dessin est une polymorphie : dessin à la mine de plomb, à l’aquarelle, dessin mural à la cordelette tissée au tricotin, ou encore dessin brulé. Détourner le pyrograveur pour dessiner autrement et évoquer la fragilité du monde, la vie et la mort, la mémoire des lieux.

## Bourses et prix
- 1983, la ville de Nantes lui décerne le prix Jeune espoir peinture
- 1985, vit au Pays de Galles et obtient une bourse du Welsh Arts Council
- 1992 Pour son exposition-performance en plein air à Rostov-sur-le-Don, Russie, obtient une bourse FIACRE, aide individuelle à la création pour ce projet
- 1993 Aide de l'AFAA (Association française d'action artistique) pour les expositions à la Galerie de l'école régionale des Beaux-Arts, Nantes et au musée régional de Rostov-sur-le-Don, Russie
- 1997, obtient, au niveau national, une bourse du FIACRE - allocation de recherches - du Ministère français de la culture, pour le projet L'Enlèvement 1996-2000.
- 2008, le Conseil Régional des Pays de la Loire lui attribue une aide à la création. Elle lance son projet Voyages et autres investigations (1), au Musée des Beaux-Arts, Calais. Le programme d'expositions Voyages et autres investigations se poursuit en 2009 à la galerie Stanislas Bourgain à Paris et en 2010 au Musée Anna-Akhmatova à Saint-Pétersbourg (cette exposition labellisée Année Croisée France-Russie bénéficie du soutien de Culturesfrance / Ville de Nantes), puis au Musée des Beaux-Arts de Nantes.
- 2010 Aide individuelle à la création[3]
- 2013 et en 2015, elle bénéficie du soutien de Culturesfrance / Ville de Nantes pour exposer au musée Dostoïevski et au musée ERARTA à Saint-Pétersbourg en Russie.

## Œuvres dans les collections publiques
Bibliothèque Forney, Paris ; Bibliothèque Villa St-Hilaire, Grasse ; Musée TAMAT, Tournai ; Musée d'Art Contemporain Erarta, Saint-Pétersbourg ; Musée Jules Verne, Nantes ; Galerie Albert Bourgeois couvent des Urbanistes, Fougères ; ModeMuseum Hasselt, Belgique ; Musée Jean-Lurçat et de la tapisserie contemporaine, Angers ; Musée des Beaux-Arts, Calais ; Västeras Konst Museum, Suède ; Musée de Belfort ; Artothèques de Nantes et Auxerre ; Frac Nord-Pas-de-Calais et Frac des Pays de la Loire ; Fonds National d’Art Contemporain ; Ville de Colomiers ; Bibliothèque Nationale de France ; Bibliothèques de Niort, Saint- Herblain, Bordeaux, Nantes, Quimper, Rennes, La Roche-sur-Yon

## Commandes publiques
L’Université de Nantes pour l’IUT de Saint-Nazaire ; Conseil Général du Finistère, collège de Pen ar Chleuz, Brest ; Centre National des Arts Plastiques.

## Expositions personnelles (sélection)
- 2021 La promesse du paysage russe, Château de la Gobinière, Orvault / La promesse du paysage russe (2), Sablé-sur-Sarthe
- 2019 Paysages en scène, Théâtre La Ruche, Nantes
- 2018 Boldyreff hors frontières, Passage Sainte-Croix, Nantes / Sur le fil, Bibliothèque Forney, Paris
- 2017 Dans les yeux de Bounine, Bibliothèque Villa St-Hilaire, Grasse
- 2015 Bond, Musée d'art contemporain Erarta, Saint-Pétersbourg, Russie
- 2014 Promenade dans le monde étrange de Dostoïevski, Médiathèque Jacques-Demy, Nantes / La frontière invisible, Musée Jules-Verne, Nantes
- 2013 Promenade dans le monde étrange de Dostoïevski, Musée Dostoïevski Saint-Pétersbourg, Russie / Voyages Croisés, Galerie Albert Bourgeois couvent des Urbanistes, Fougères
- 2012 Une obscurité lumineuse, Musée Anna-Akhmatova, Saint-Pétersbourg, Russie / Dessins et sculptures de voyage, Galerie Saint-Jean, Galerie Artifex, Institut français, Vilnius, Lituanie
- 2011 Le murmure des étoiles, Centre Culturel Français de Vilnius, Lituanie
- 2010 Les Chambres vides, Galerie Stanislas Bourgain, Paris / Voyages et autres investigations (4)- Chapelle de l'Oratoire - Musée d'Arts de, Nantes[22] / Voyages et autres investigations (3), labellisée Année France-Russie, Musée Anna-Akhmatova, Saint-Pétersbourg, Russie
- 2009 Voyages et autres investigations (2), Galerie Stanislas Bourgain, Paris
- 2008 Voyages et autres investigations (1), Musée des Beaux-Arts de Calais
- 2006 L’or et le fil - 25 années de création, Musée de la tapisserie et des arts du tissu, Tournai, Belgique
- 2005 Triennale Super !, Galerie CIAP, Hasselt, Belgique / L'art dans les chapelles, Chapelle de Quistinic
- 2002 Rendez-vous à l’appartement, Frac (Fonds régional d'art contemporain) Nord-Pas-de-Calais, Dunkerque / Dessins brodés, dessins gravés, ESAC, Pau / Le jardin de Bellevue, Centre d’art contemporain Faux Mouvement, Metz / Voyage au bord d’une tasse de thé, Galerie le Granit, Scène Nationale, Belfort
- 2001 Une sélection d’œuvres de 1980 à 2000, Passerelle Centre d'Art Contemporain, Brest / L’enlèvement, Espace des arts, Colomiers / Dessins de feu, dessins de fil, École d'arts plastiques, Saint-Nazaire
- 2000 L'âge du feu, Espace Vallès, Saint-Martin d'Hères / Dessin-tricotin-conversation, Saint-Thélo
- 1999 Les bonheurs d'aujourd'hui, Hôtel Mascotte, Quimper
- 1998 A trois heures, il sera deux heures mon amour, Les instantanés (4), Frac des Pays de la Loire, Nantes / C’est là tout le secret, galerie du TNB, Frac Bretagne et Musée des Beaux-Arts de Rennes
- 1996 S'il me faut partir, Médiathèque Jacques-Demy, Nantes
- 1995 Le bois d'Amour, Galerie Artem, Quimper / I like it like that, Galerie Satellite, Paris
- 1994 Les petits abandons, Espace Champagne, École supérieure d'art et de design de Reims
- 1993 Galerie de l'École supérieure des beaux-arts de Nantes Saint-Nazaire, Musée régional de Rostov-sur-le-Don, Russie
- 1992 Sur le Don, exposition en plein air, Rostov-sur-le-Don, Russie
- 1991 Anytime, Anywhere, Chapelle de l'Oratoire - Musée d'Arts de Nantes[14].